# Гюнтер Ян
Гюнтер Ян (нім. Gunter Jahn; 27 вересня 1910, Гамбург — 12 квітня 1992, Крайллінг) — німецький офіцер-підводник, корветтен-капітан крігсмаріне. Кавалер Лицарського хреста Залізного хреста.

## Біографія
1 квітня 1931 року вступив на флот. Служив на легкому крейсері «Нюрнберг», на якому в 1939/41 роках здійснив 9 бойових походів. В березні 1941 року переведений у підводний флот. Свій перший похід здійснив у вересні 1941 року на підводному човні U-98. 13 листопада 1941 року призначений командиром підводного човна U-596, на якому здійснив 6 походів (провівши в морі загалом 137 днів). Під час другого походу пройшов через Гібралтар у Середземне море, вважався одним із найуспішніших підводників, які діяли в цьому районі. 27 липня 1943 року призначений командиром 29-ї флотилії підводних човнів, що базувалася у Франції. У вересні 1944 року флотилія припинила своє існування, а Ян був взятий у полон французькими військами. В 1946 році звільнений.
Всього за час бойових дій потопив 5 суден загальною водотоннажністю 27 572 тонни і пошкодив 2 кораблі водотоннажністю 14 180 тонн.
| Дата            | Країна                        | Тип               | Тоннаж | Вантаж                                                                    | Екіпаж | Загинули | Країна             | Конвой |
| --------------- | ----------------------------- | ----------------- | ------ | ------------------------------------------------------------------------- | ------ | -------- | ------------------ | ------ |
| 16 серпня 1942  | Suecia                        | Торговий теплохід | 4,966  | Генеральні вантажі, включаючи сталь, фосфат, тютюн і целюлозу             | 47     | 9        | Швеція             | SC-95  |
| 20 вересня 1942 | Empire Hartebeeste            | Торговий пароплав | 5,676  | 4000 тонн сталі, 1000 тонн консервів, 70 тонн лісу і 2000 тонн вантажівок | 46     | 0        | Британська імперія | SC-100 |
| 7 лютого 1943   | HMS LCI(L)-162                | Десантний катер   | 246    |                                                                           | 25     | 18       | Британська імперія |        |
| 9 березня 1943  | Fort Norman (пошкоджений)     | Торговий пароплав | 7,133  | Військові товари                                                          | 60     | 0        | Британська імперія | KMS-10 |
| 9 березня 1943  | Empire Standard (пошкоджений) | Торговий пароплав | 7,047  | Військові товари                                                          | 68     | 0        | Британська імперія | KMS-10 |
| 30 березня 1943 | Hallanger                     | Тепловий танкер   | 9,551  | Баласт і 1000 тонн мазуту                                                 | 44     | 0        | Норвегія           | ET-16  |
| 30 березня 1943 | Fort a la Corne               | Торговий пароплав | 7,133  | Баласт                                                                    | 54     | 0        | Британська імперія | ET-16  |

## Звання
- Кандидат в офіцери (1 квітня 1931)
- Морський кадет (14 жовтня 1931)
- Фенріх-цур-зее (1 січня 1933)
- Оберфенріх-цур-зее (1 січня 1935)
- Лейтенант-цур-зее (1 квітня 1935)
- Оберлейтенант-цур-зее (1 січня 1937)
- Капітан-лейтенант (1 жовтня 1939)
- Корветтен-капітан (1 листопада 1943)

## Нагороди
- Медаль «За вислугу років у Вермахті» 4-го класу (4 роки; 2 жовтня 1936)
- Залізний хрест
  - 2-го класу (18 жовтня 1939)
  - 1-го класу (6 жовтня 1942)
- Медаль «У пам'ять 22 березня 1939 року» (20 грудня 1939)
- Нагрудний знак флоту (3 березня 1942)
- Нагрудний знак підводника (6 жовтня 1942)
- Лицарський хрест Залізного хреста (30 квітня 1943)